# Witherit
Witherit ist ein eher selten vorkommendes Bariumcarbonat-Mineral aus der Mineralklasse „Carbonate und Nitrate“ (ehemals Carbonate, Nitrate und Borate). Es kristallisiert im orthorhombischen Kristallsystem mit der idealisierten chemischen Zusammensetzung Ba[CO3], ist also chemisch gesehen ein Barium-Carbonat.
Witherit entwickelt aufgrund von Zwillingsbildung überwiegend dipyramidale, pseudohexagonale Kristalle bis zu 12 cm Größe, seltener auch traubige bis kugelige, säulig-faserige, körnige oder massige Mineral-Aggregate, die entweder farblos oder durch Verunreinigungen weiß, grau oder gelblich gefärbt sein können.
Die Typlokalität des Witherits ist das „Bloomsberry Horse Level“ der „Brownley Hill Mine“ (Koordinaten der Brownley Hill Mine) bei Nenthead in der Civil Parish Alston Moor, Unitary Authority Westmorland and Furness, Grafschaft Cumbria in England im Vereinigten Königreich.

## Etymologie und Geschichte
Das Mineral wurde erstmals 1783 von William Withering, einem britischen Botaniker und Arzt, in einer Fußnote seiner Übersetzung der „Sciagraphia Regni Mineralis“ von Torbern Olof Bergman als Terra Ponderosa aërata genannt: „I have lately discovered a specimen of terra ponderosa aerata got out of a mine in this kingdom. It is very pure and in a large mass.“
Erstmals beschrieben wurde der Witherit 1784 ebenfalls von William Withering in den Philosophical Transactions of the Royal Society of London:

“This substance was got out of a lead-mine at Alston-Moor, in Cumberland. I first saw it in the valuable collection of my worthy and ingenious friend Matthew Boulton, Esq. at Soho; who, when he picked it up; conjectured from its weight that it contained something metallic. About two years ago I saw it in his possession; and partly from its appearance, being different from that of any calcareous spar I had seen, and partly from its great weight, I suspected it to be the spatum ponderosum.”

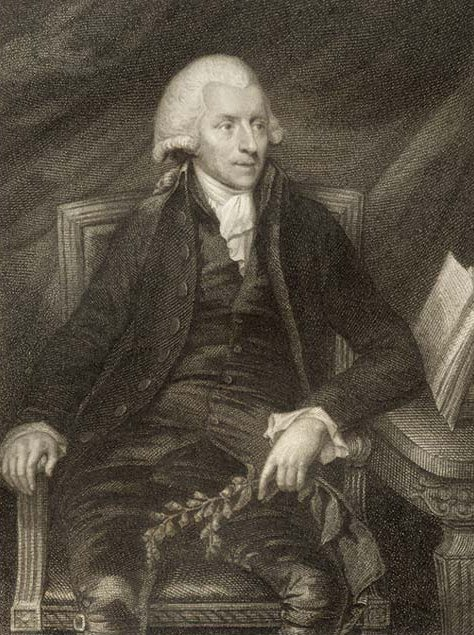
William Withering – Namenspatron für den Witherit

„Diese Substanz wurde aus einer Bleigrube in Alston-Moor in Cumberland gewonnen. Ich sah sie zum ersten Mal in der wertvollen Sammlung meines würdigen und genialen Freundes Matthew Boulton, Esq., in Soho, der, als er sie aufhob, aufgrund des Gewichts vermutete, dass sie etwas Metallisches enthielt. Vor ungefähr zwei Jahren habe ich sie in seinem Besitz gesehen und teils aufgrund ihres Aussehens, das sich von jedem je von mir gesehenen kalkhaltigen Spat unterschied, und teils aufgrund ihres großen Gewichts vermutete ich, dass es sich um das Spatum Ponderosum handelte.“

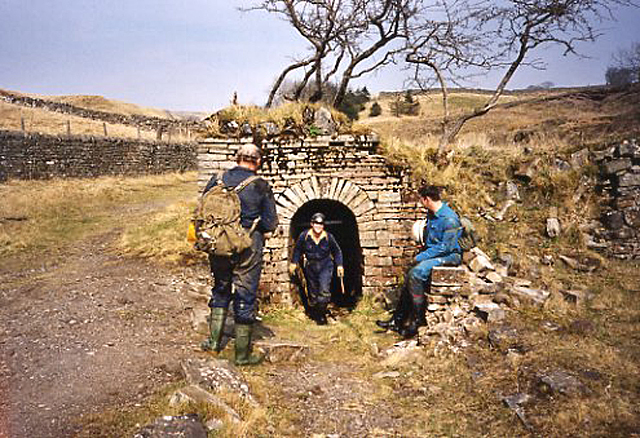
Mundloch des Horse Level der „Brownley Hill Mine“ bei Alston Moore – der Typlokalität für den Witherit

Die Ansicht, dass Witherings Stufe nicht aus Alston Moore, sondern aus Anglezarke in Lancashire kommt, stammt von James Watt Jr. Dieser nannte es Aerated Barytes und schrieb: „Er [Withering] wurde jedoch hinsichtlich des Ortes, von dem die Stufe stammt, falsch informiert. Seiner Vermutung zufolge war das Alston Moore – nach meinem Wissen wurde solches Material dort aber nie gefunden. Seitdem hat er mir mitgeteilt, dass er glaubt, dass die Stufe aus der gleichen Mine von Anglezark stammt, die Gegenstand des vorliegenden Berichts ist.“ Die Autorität von Watt, das Vorkommen von Witherit in Alston Moor anzuzweifeln, ist fraglich, da dessen dortiges Vorkommen seit langem bekannt ist. Der Sinneswandel von Withering selbst bezüglich der Herkunft seines Materials scheint nur ein Glaubenswandel gewesen zu sein. Eine endgültige Lösung des Problems ist offensichtlich nicht möglich – die Annahme von Anglezark(e) als Typlokalität des Witherits ist jedoch deutlich fraglicher als die von Alston Moor.
Bereits im Jahre 1789 hatte Abraham Gottlob Werner diese Substanz William Withering zu Ehren als Witherit bezeichnet. Ein Jahr später führte er dazu aus: „Ich habe auch in neuerer Zeit […] die vom Herrn Dr. Withering in England entdeckte neue Gattung des Schwererdengeschlechts, nämlich die mit Luftsäure gesättigte Schwererde, ihm als Erfinder und Untersucher zu Ehren, Witherit genannt …“ Der irische Chemiker Richard Kirwan hatte das Mineral 1794 als Barolith bezeichnet, der schottische Chemiker Thomas Thomson beschrieb es 1836 – ohne auf den längst bekannten und als eigenständiges Mineral etablierten „Witherit“ einzugehen – als Sulphato-Carbonate of Barytes.
Typmaterial des Minerals ist ungeachtet der Erstbeschreibung durch Werner weder in der „Werner-Sammlung“ innerhalb der „Geowissenschaftlichen Sammlungen“ an der Technischen Universität Bergakademie Freiberg in Freiberg, Sachsen, Deutschland, enthalten noch definiert, wie auch ein Blick in den „Typmineralkatalog Deutschland“ zeigt.

## Klassifikation
In der veralteten 8. Auflage der Mineralsystematik nach Strunz gehörte der Witherit zur gemeinsamen Mineralklasse der „Carbonate, Nitrate und Borate“ und dort zur Abteilung der „Carbonate“, wo er zusammen mit Alstonit, Aragonit, Cerussit und Strontianit die „Aragonit-Reihe“ mit der Systemnummer Vb/A.04 innerhalb der Unterabteilung „Wasserfreie Carbonate ohne fremde Anionen“ bildete.
In der zuletzt 2018 überarbeiteten Lapis-Systematik nach Stefan Weiß, die formal auf der alten Systematik von Karl Hugo Strunz in der 8. Auflage basiert, erhielt das Mineral die System- und Mineralnummer V/B.04-030. Dies entspricht der Abteilung „Wasserfreie Carbonate [CO3]2−, ohne fremde Anionen“, wo Witherit zusammen mit Alstonit, Aragonit, Barytocalcit, Cerussit, Olekminskit, Paralstonit und Strontianit die „Aragonitgruppe“ mit der Systemnummer V/B.04 bildet.
Die von der International Mineralogical Association (IMA) zuletzt 2009 aktualisierte 9. Auflage der Strunz’schen Mineralsystematik ordnet den Witherit in die um die Borate reduzierte Klasse der „Carbonate und Nitrate“ und dort in die Abteilung „Carbonate ohne zusätzliche Anionen; ohne H2O“ ein. Diese ist weiter unterteilt nach der Gruppenzugehörigkeit der beteiligten Kationen, so dass das Mineral entsprechend seiner Zusammensetzung in der Unterabteilung „Erdalkali- (und andere M2+) Carbonate“ zu finden ist, wo es nur noch zusammen mit Aragonit, Cerussit und Strontianit die „Aragonitgruppe“ mit der System-Nr. 5.AB.15 bildet.
In der vorwiegend im englischen Sprachraum gebräuchlichen Systematik der Minerale nach Dana hat MineralName die System- und Mineralnummer 14.01.03.02. Dies entspricht wie in der alten Strunz-Systematik der gemeinsamen Klasse der „Carbonate, Nitrate und Borate“ und dort der Abteilung „Wasserfreie Carbonate“, wo das Mineral zusammen mit Aragonit, Cerussit und Strontianit in der „Aragonitgruppe (Orthorhombisch: Pmcn)“ mit der Systemnummer 14.01.03 innerhalb der Unterabteilung „Wasserfreie Carbonate mit einfacher Formel A+CO3“ zu finden ist.

## Chemismus
Mikrosondenanalysen an Witherit von Anglezarke in Lancashire lieferten 77,15 % BaO; 0,08 % CaO; 0,68 % SrO; 22,50 % CO2 (aus der Stöchiometrie berechnet) sowie 0,0 % PbO (Summe 100,41 %). Auf der Basis von 3 Sauerstoff-Atomen errechnet sich daraus die empirische Formel (Ba0,99Sr0,01)Σ=1,00CO3, die sich zu BaCO3 idealisieren lässt. Diese idealisierte Formel erfordert 77,70 % BaO und 22,30 % CO2.
Andere Analysen (z. B. in Arthur Baldasari & J. Alexander Speer 1979) zeigen, dass Witherit zumeist reines BaCO3 ist. In signifikanten Mengen wird Barium lediglich von Strontium (maximal 6,06 % SrO) substituiert, Calcium kann ebenfalls vorhanden sein, allerdings in nur sehr untergeordnetem Maße. Gelegentlich sind geringe Eisen- und Sulfatgehalte nachgewiesen worden. Blei und Magnesium ist in den vorhandenen Analysen nicht enthalten.
Die alleinige Elementkombination Ba–C–O weist unter den derzeit bekannten Mineralen lediglich Witherit auf. Chemisch ähnlich sind Alstonit, Paralstonit und Barytocalcit, alle BaCa(CO3)2; sowie Norsethit, BaMg(CO3)2.
Aus chemischer Sicht ist Witherit das Barium-dominante Analogon zum Ca-dominierten Aragonit, zum Sr-dominierten Strontianit und zum Pb-dominierten Cerussit. Experimentell wurden vollständige Mischkristallreihen zwischen BaCO3 und PbCO3 nachgewiesen – jedoch erst oberhalb relativ hoher Temperaturen. Auch im System CaCO3-SrCO3-BaCO3 bildet der Aragonit-Strukturtyp bei 15 kbar und 550 °C eine vollständige Mischkristallreihe, beginnend von BaCO3 über SrCO3 zu CaCO3. In der Natur existiert keine vollständige Mischkristallreihe zwischen Witherit und Strontinanit. Diese Mischungslücke resultiert entweder aus der Differenz zwischen den Ionenradien von Barium (135 pm) und Strontium (118 pm) oder aber aus der Tatsache, dass Fluide, aus denen sowohl Sr als auch Ba gemeinsam ausgefällt werden können, nicht existent sind.

## Kristallstruktur

Räumliche Darstellung der Struktur von Witherit in der kristallographischen Standardausrichtung. Der schwarze Umriss zeigt die Einheitszelle.
Farblegende: #1EEF2C Ba
1. 804929 C
2. FE0300 O

Witherit kristallisiert im orthorhombischen Kristallsystem in der Raumgruppe Pmcn (Raumgruppen-Nr. 62, Stellung 5) mit den Gitterparametern a = 5,312 Å, b = 8,896 Å und c = 6,428 Å sowie vier Formeleinheiten pro Elementarzelle.
Die Kristallstruktur des Witherits wurde erstmals 1935 bestimmt und seitdem mehrere Male verfeinert. Die modernste Arbeit stammt von Yu Ye, Joseph R. Smyth und Paul Boni – nach ihren Daten wurde die nebenstehende räumliche Darstellung der Witherit-Struktur gezeichnet.
BaCO3 ist polymorph. Der rhombische Witherit wandelt sich bei 802 °C in hexagonales BaCO3 und dieses bei 975 °C in kubisches BaCO3 um. Die Zersetzung von Witherit bzw. BaCO3 bei hohen Temperaturen zu entweder einer Schmelze oder aber zu BaO + CO2 hängt vom Druck des Kohlenstoffdioxids ab. Bei Temperaturen von 1060 °C und CO2-Partialdrucken von rund 670 Pa wird die Dissoziation des BaCO3 von der Aufschmelzung des entstehenden Oxids mit dem verbleibenden Carbonat zu einer Schmelze begleitet. Unterhalb dieser Temperatur zersetzt sich das BaCO3 zu BaO und CO2.
In der Kristallstruktur des Witherits, die der des Aragonits entspricht und der des Calcits ähnelt, liegen in der (001)-Ebene paarweise übereinander angeordnete dreieckige, um 60° gedrehte CO3-Gruppen, die durch M[9]-Kationen miteinander verbunden sind, im Falle des Witherits also durch neunfach koordinierte Ba2+-Kationen. Anders ausgedrückt folgen in Richtung der c-Achse [001] auf Schichten mit Ba2+-Ionen Schichten mit nahezu planaren, dreieckigen [CO3]2−-Gruppen. Vergleicht man die Aragonit- mit der Calcit-Struktur zeigt sich, dass Verschiebungen der zweiwertig positiven Ionen wie Ba2+ gegenüber den Gitterplätzen der Calcit-Struktur sowie die Aufspaltung der [CO3]2−-Schichten zu Doppelschichten im Aragonit und den mit ihm isotypen Verbindungen zu einer Veränderung der Koordinationsverhältnisse führen. Während in der Calcit-Struktur jedes Ca2+-Ion oktaedrisch von sechs Sauerstoff-Ionen umgeben ist, finden sich in der Aragonit-Struktur unregelmäßige Koordinations-Polyeder aus neun O2−-Ionen.
Witherit ist isotyp (isostrukturell) mit seinen Ca-, Sr- und Pb-Analoga Aragonit, Strontianit und Cerussit.

## Eigenschaften

### Morphologie
Witherit bildet nur selten einfache, nach der c-Achse [001] kurz- bis langprismatische Kristalle, zu deren Tracht die Prismen {110}, {011}, {012} und {021}, das Basispinakoid {001} und das Pinakoid {010} sowie die rhombische Dipyramide {111} gehören. Viel häufiger sind die durch die nahezu ständig vorhandene Zwillingsbildung nach (110) entstehenden, an Quarz-Dipyramiden (Hochquarz, Quarz-beta) erinnernden Durchdringungsdrillinge, die Größen bis zu 15 cm erreichen. Die Zwillinge bestehen aus zahllosen feinen Lamellen, stellen also polysynthetische Zwillinge dar. Diese pseudohexagonalen Zwillinge variieren im Habitus ebenfalls von kurz- bis langprismatisch nach der c-Achse, wobei bei ersteren ein Prisma parallel der a-Achse wie {012} oder {021}, bei letzteren das Pinakoid {010} trachbestimmend ist. Schließlich existieren auch tafelige, spindel- bis tönnchenförmige und durch eine konvexe Basis sogar linsenförmige Zwillingskristalle. Die Morphologie der Witherit-Zwillingskristalle ist häufig „complex and obskur“. Die Kristallflächen sind durch Anätzung rau und horizontal gestreift.

Tracht und Habitus von Witherit-Kristallen
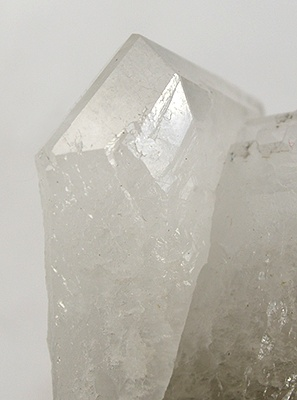
kurzprismatisch-flachtafelig
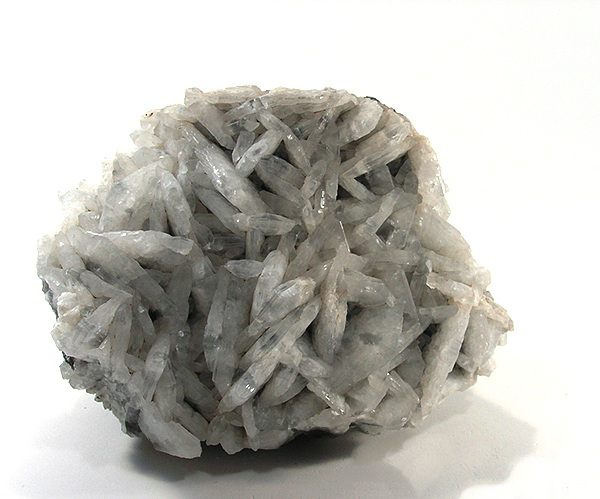
flachtafelig, nahezu linsenförmig
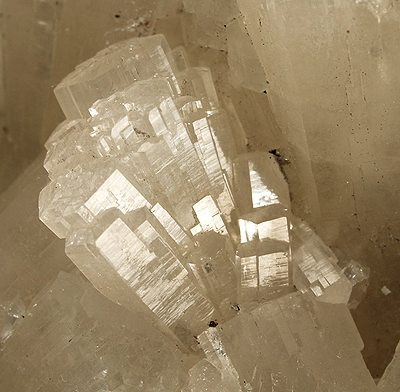
langprismatisch und stark glasglänzend
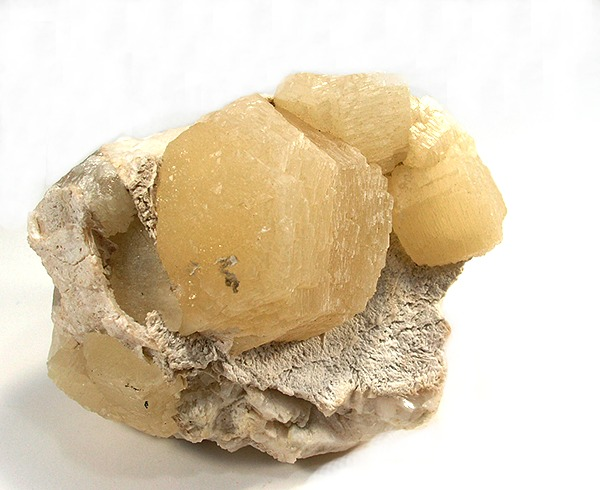
kurzprismatisch, mit großem Basispinakoid und stark getreppt
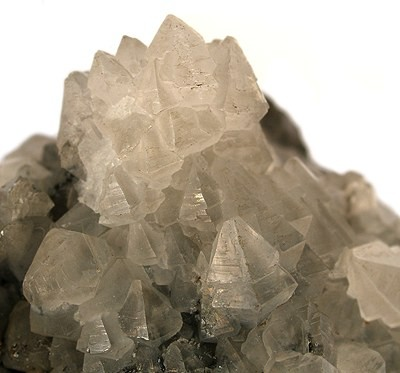
quarzähnliche Drillinge
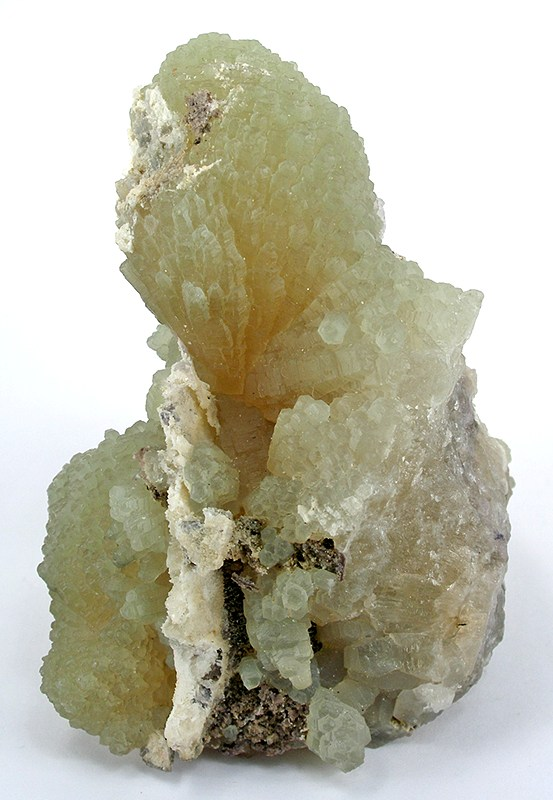
divergentstrahliges Aggregat, Grünfärbung durch Nickel
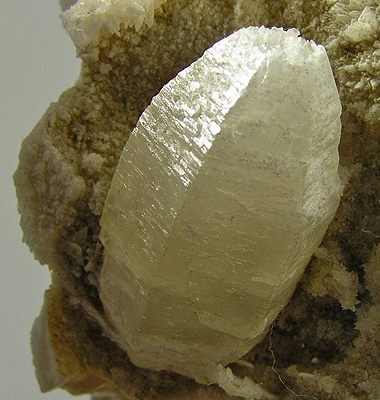
tönnchenförmiger Kristall
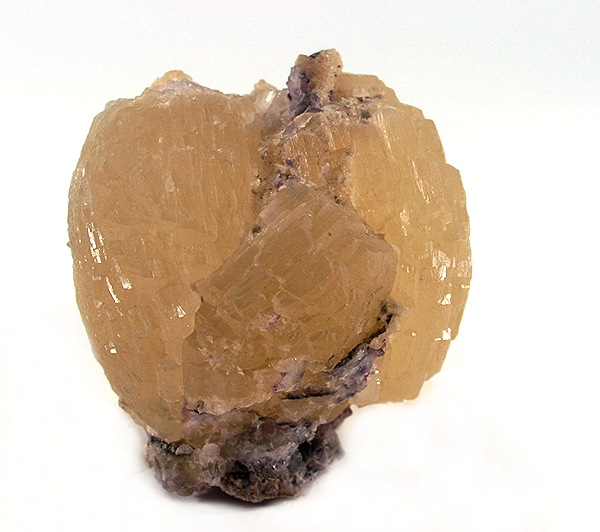
nahezu kugeliges Aggregat mit stark gebogenen Flächen

Bekannt sind epitaktische (orientierte) Verwachsungen mit Baryt derart, dass Baryt mit [010]{102} parallel auf Witherit [100]{011} und {031} zu liegen kommt.
Ferner kommt Witherit auch derb vor und entwickelt traubig-nierige bis kugelige (kollomorphe), strahlig-grobfaserige, körnige oder massige Mineral-Aggregate.

### Physikalische und chemische Eigenschaften
Die Kristalle des Witherits sind farblos, (milchig)weiß oder grau mit gelegentlich blassgelbem, blassbraunem oder blassgrünem Stich. Ihre Strichfarbe ist hingegen immer weiß. Die Oberflächen der durchscheinenden bis durchsichtigen Kristalle zeigen einen charakteristischen glasartigen Glanz oder sind infolge von Anätzung matt. Auf Bruchflächen ist Witherit harz- oder fettglänzend. Witherit besitzt entsprechend diesem Glasglanz eine mittelhohe Lichtbrechung (nα = 1,529; nβ = 1,676; nγ = 1,677) und eine sehr hohe Doppelbrechung (δ = 0,148). Im durchfallenden Licht ist der zweiachsig negative Witherit farblos und zeigt keinen Pleochroismus.
Witherit weist eine deutliche Spaltbarkeit nach {010} und zwei undeutliche Spaltbarkeiten nach {110} und {112} auf. Aufgrund seiner Sprödigkeit bricht das Mineral aber ähnlich wie Amblygonit, wobei die Bruchflächen uneben ausgebildet sind. Witherit besitzt eine Mohshärte von 3 bis 3,5 und gehört damit zu den mittelharten Mineralen, die sich wie das Referenzmineral Calcit (Härte 3) mehr oder weniger leicht mit einer Kupfermünze ritzen lassen. Die gemessene Dichte für Witherit beträgt je nach Autor 4,22 bis 4,31 g/cm³, die berechnete Dichte 4,24 bis 4,29 g/cm³.
Witherit zeigt im langwelligen UV-Licht (365 nm) eine starke bläulichweiße Fluoreszenz, im kurzwelligen UV-Licht (254 nm) tritt eine mittelstarke bläulichweiße oder violettblaue Fluoreszenz auf. Zumindest ein Teil der Aktivität wird durch den Aktivator Eu2+ verursacht, der für das Ba2+ in das Kristallgitter eintritt. Die Phosphoreszenz des Minerals wurde bereits 1903 beschrieben. Sowohl im kurz- als auch im langwelligen UV-Licht ist eine starke bläulichweiße Phosphoreszenz zu erkennen. Witherit fluoresziert und phosphoresziert ebenfalls unter Röntgenstrahlung und Elektronenstrahlung (z. B. unter dem Elektronenstrahl der Mikrosonde). Das Mineral ist ferner auch thermolumineszent.
Das Mineral löst sich bereits in verdünnter Salzsäure, HCl, unter lebhaftem Brausen vollständig auf, nicht jedoch in konzentrierter HCl. In verdünnter Schwefelsäure, H2SO4, ebenfalls leicht löslich unter sofortiger Ausfällung von Bariumsulfat. Witherit ist nur gering wasserlöslich und nicht hygroskopisch (wasseranziehend). Vor dem Lötrohr schmilzt Witherit zur Perle, brennt sich alkalisch und färbt die Flamme deutlich gelblichgrün. Mit Soda gemengt schmilzt er ebenfalls sehr leicht und zieht sich in die Kohle. Diese eingedrungene Masse gibt, auf Silberblech mit Wasser befeuchtet, keine Heparreaktion, sobald das Mineral und die Soda frei von Schwefelsäure sind.

## Bildung und Fundorte

### Bildungsbedingungen
Witherit bildet sich in tiefthermalen, also niedrigtemperierten, Ganglagerstätten sowie hydrothermalen Verdrängungslagerstätten von Kalksteinen, typischerweise als Alterationsprodukt von Baryt. Insbesondere in den Lagerstätten im Norden Englands setzen diese Gänge durch kohlenstoffhaltige Gesteine. Begleitminerale sind hier unter anderem Baryt, Fluorit und Calcit sowie Galenit und Sphalerit. Daneben entsteht er auch kontaktmetasomatisch bei der Intrusion großer Plutone, wobei im Bereich des Kontakthofes des Plutons das Nebengestein durch Aufheizung und Wechselwirkungen mit heißen, wässrigen fluiden Phasen überprägt wird, wobei durch Lösungs- und Fällungsreaktionen neue Minerale wie z. B. Witherit gebildet werden. Die wichtigste dieser Lagerstätten ist die in den 1880er-Jahren entdeckte Barium-Lagerstätte der „El Portal Mine“ bei El Portal im Mariposa County in Kalifornien/USA. Kann auch unter anoxischen Bedingungen sedimentär gebildet werden, wobei das Barium durch vulkanische heiße Quellen geliefert wird, selten aber auch in Kohleflözen.
Neben den bereits genannten Mineralen kann Witherit auch von Alstonit, Barytocalcit, Siderit, Paralstonit und Strontianit begleitet werden.
Als eher selten vorkommende Mineralbildung, die an verschiedenen Fundorten zum Teil reichlich vorhanden sein kann, insgesamt aber wenig verbreitet ist, wurde der Witherit bisher (Stand 2019) von rund 250 Fundpunkten beschrieben. Die Typlokalität des Witherits ist das „Bloomsberry Horse Level“ der „Brownley Hill Mine“ bei Nenthead in der Gemeinde (Civil Parish) Alston Moor, Unitary Authority Westmorland and Furness, Grafschaft Cumbria in England im Vereinigten Königreich. Diese Grube ist ferner auch Typlokalität für Alstonit (1841) und Brianyoungit (1993).

### Fundorte
Angesichts der großen Anzahl an Fundorten für Witherit können hier nur einige wenige, vor allem schöne Kristalle liefernde Lokalitäten erwähnt werden. Die schönsten Witherit-Stufen wurden in verschiedenen Lokalitäten in England („Rampgill Mine“ und andere Gruben im Alston Moor District) und Wales (Straßeneinschnitt bei Llantrisant), in der Rosebery Mine auf Tasmanien und insbesondere der „Minerva #2 Mine“ bei Rosiclare unweit Cave-in-Rock im Hardin Co. in Illinois/USA geborgen.
Die besten Witherite Deutschlands stammen aus dem Gang Beryll, −1305-m-Sohle des Schachts 371, Revier Schlema-Hartenstein, Erzgebirgskreis, Sachsen. In Sachsen ferner aus der „Himmelsfürst Fundgrube“ bei Brand-Erbisdorf, Revier Freiberg, beide im Erzgebirge, sowie der „Grube Ludwig-Vereinigt Feld“ bei Schönbrunn unweit Oelsnitz im Vogtland und dem Cu-Pb-Ag-Bergbaubezirk Wolkenburg bei Limbach-Oberfrohna im Landkreis Zwickau. In Niedersachsen aus der Grube „Prinz Maximilian“ bei Sankt Andreasberg im gleichnamigen Bergbaurevier sowie der Grube „Glückauf“ (Hüttschentaler Gang) im Hüttschental bei Wildemann, Bad Grund unweit Clausthal-Zellerfeld, beide im Harz. Ferner von Schlackenhalden an der Richelsdorfer Hütte bei Süß unweit Nentershausen im Revier Richelsdorf (Richelsdorfer Gebirge), Hessen.
In Österreich wurde Witherit auf Schlackenhalden bei Waitschach unweit Hüttenberg, Region Friesach-Hüttenberg; bei Strabaleben in der Wurten, Innerfragant, Goldberggruppe in den Hohen Tauern; sowie im Steinbruch „Paule“, Mairist am Nordwestabhang des Magdalensberg-Massivs unweit Klagenfurt, alle in Kärnten, gefunden. Auch auf Schlackenhalden bei Kolm-Saigurn wie z. B. der „Astenschmiede“ im Gebiet Alteck-Hoher Sonnblick, Hüttwinkltal, Raurisertal, Hohe Tauern, und aus dem Schwarzleograben im Revier Schwarzleo, Hütten bei Leogang unweit Saalfelden, beide in Salzburg. Aus dem Eisenbergbau und der Grube „Sommerhalt“ (Schüttereck), Gollrad, sowie der „Sohlen Alp“ im Niederalpl, alle unweit Mariazell, der „Steinbauergrube“ bei Neuberg an der Mürz sowie dem Pb-Zn-Bergbaubezirk „Elisabeth“ bei Deutschfeistritz und dem Arzwaldgraben bei Waldstein, beide unweit Peggau, alle in der Steiermark. In Tirol von „St Gertraudi“, Brixlegg-Rattenberg, sowie im „Revier Ringenwechsel“ bei Schwaz, beide im Gebiet Brixlegg-Schwaz, Inntal in Nordtirol. Fundorte aus der Schweiz sind unbekannt.
Neben der Typlokalität für Witherit, der „Brownley Hill Mine“ (Bloomsberry Horse Level), liegen auch eine Reihe weiterer Fundorte für dieses Mineral in Großbritannien. Dazu zählen:
- in Westmorland and Furness, Cumbria, England:
  - die „Rampgill Mine“ bei Nenthead; die „Blagill Mine“, die „Ayle Burn Vein“ und die „Nentsberry Haggs Mine“, alle bei Alston Moor; die „Dufton Fell Mine“ bei Dufton; das „Loppysike Level“ am Dun Fell bei Milburn; die „Bannerdale Graphite Mine“ bei Mungrisdale; die „Hilton Mine“ und die „Murton Mine“ bei Scordale unweit Murton sowie die „Greenside Mine“ bei Patterdale
- die „Old Potts Gill Mine“, Potts Gill, Caldbeck, Cumberland, Cumbria, England
- die „Settlingstones Mine“ bei Newbrough und die „Fallowfield Mine“, Acomb bei Hexham, beide in Northumberland, England
- die „Anglezarke Mines“ bei Chorley in Lancashire, England
- verschiedene Gruben bei Arkengarthdale, Richmondshire, North Yorkshire, England
- die „Morrison Mine“ bei Stanley, Co. Durham, England
- die „Snailbeach Mine“ bei Snailbeach, District Callow Hill-Bog, Shropshire, England
- ein Straßeneinschnitt der A4119 bei Llantrisant, Rhondda Cynon Taf, Wales

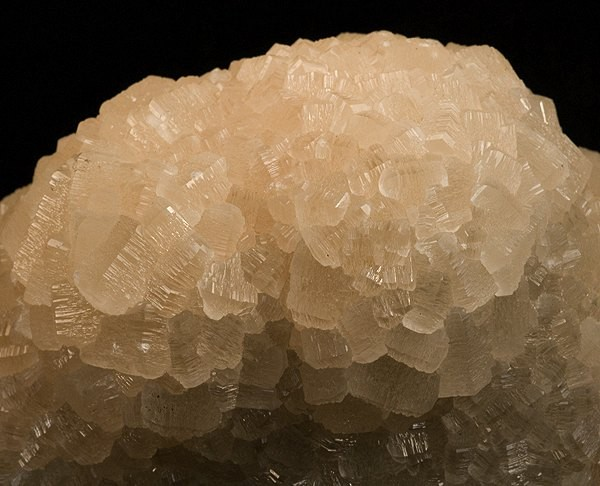
Witherit aus der „Settlingstones Mine“ bei Newbrough im Tyne Valley, Northumberland, England. Stufengröße: 14,5 × 7,0 × 5,9 cm

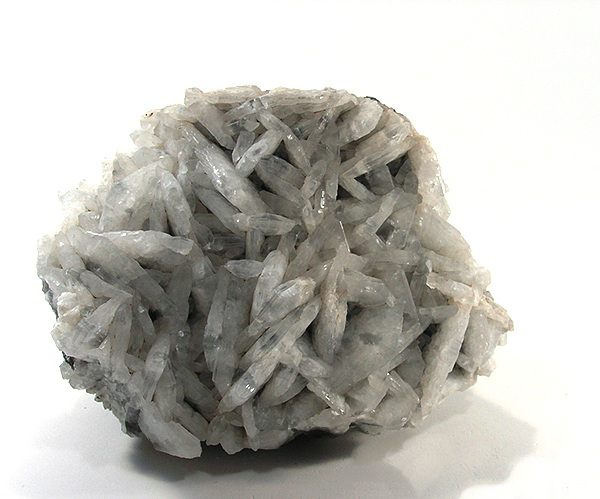
Witherit aus der „Pigeon Roost Mine“ bei Glenwood, Montgomery Co., Arkansas/USA. Stufengröße: 12,9 × 12 × 5,5 cm

Weitere bekannte Fundstellen für Witherit sind:
- die Grube „Vojtěch“ (Grube „Adalbert“) der Lagerstätte Březové Hory in der Erzregion Březové Hory (Birkenberg) im Lagerstättenbezirk Příbram, Mittelböhmische Region, Tschechien
- der Galenit führende Barytgang von Château Thinières-en-Beaulieu, Lanobre, Département Cantal, Auvergne-Rhône-Alpes, Frankreich
- Brioude, Département Haute-Loire, Auvergne-Rhône-Alpes, Frankreich
- in Barytgängen in den Lagerstätten „Arkhyz“ und „Djalankol“ am Nordabhang des Kaukasus, Karatschai-Tscherkessien, Föderationskreis Nordkaukasus, Russland
- die Lagerstätte „Arpaklen“ bei Magtymguly (früher Garrygala, Kara-Kala) am Bergmassiv Kopet-Dag, Balkan welaýaty, Turkmenistan (radialstrahliger Witherit)
- mehrere Gruben um Rosiclare im Hardin Co., Illinois, Vereinigte Staaten, wie z. B. die zur Ozark-Mahoning Group gehörende „Minerva #2 Mine“ (Ozark-Mahoning No. 1 Mine) bei Cave-in-Rock
- die „Pigeon Roost Mine“ (bzw. das „Pigeon Roost Mountain Prospect“) bei Glenwood, Montgomery Co., Arkansas
- die Baryt-Lagerstätte Lexington, Fayette Co., Kentucky
- Hohlraumausfüllungen von Kalksteinen im „Many Glacier National Park“, Glacier County, Montana
- die „El Portal Mine“ bei El Portal im Mariposa County in Kalifornien
- der „Beegum Creek“ bei Platina im „Harrison Gulch District“, Klamath Mountains, Shasta County, Kalifornien
- der „Castle Dome Mining District“, Castle Dome Mts, Yuma Co., Arizona
- die stratiforme Pb–Zn-Lagerstätte „Jason“ am MacMillan-Pass, Yukon Territory, Kanada
- silberführende Gänge der „Porcupine Mine“ (Twin Cities Mine), Gillies Township, Thunder Bay District, Ontario, Kanada
- die Rosebery Mine (EZ Mine) bei Rosebery im gleichnamigen District, West Coast Municipality, Tasmanien, Australien
- die Kohlelagerstätten des Hunter Valley, New South Wales, Australien
- Mehrere große Lagerstätten in einem Bogen von Ziyang in der Provinz Sichuan bis Chengkou im äußersten Norden der Regierungsunmittelbaren StadtChongqing an der Grenze der Provinzen Sichuan und Shaanxi, Volksrepublik China. Dazu zählen z. B. die Barium-Lagerstätte „Huangbaishuwan“, Kreis Ziyang, Ankang, Shaanxi, und die Barium-Lagerstätten „Miaozi“ und „Pujiaba“ bei der kreisfreie Stadt Wanyuan in der bezirksfreien Stadt Dazhou in Sichuan.
- das Silber-Bergwerk „Hasei“ („Tsubaki Mine“) bei Hinshu, Hachimori, Präfektur Akita, Region Tōhoku, historische Provinz Ugo, Honshū Japan (radiale Aggregate)

Weitere Fundorte befinden sich in South Australia in Australien; Chongqing, Hubei, Shaanxi und Sichuan in China; Sardinien in Italien; Katanga in der Demokratischen Republik Kongo; Baja California in Mexiko; Sibirien in Russland; Banská Bystrica, Košice und Žilina in der Slowakei; Limpopo in Südafrika; Namibia (die Tsumeb Mine); Mähren in Tschechien sowie in den USA.

## Vorsichtsmaßnahmen
Witherit, insbesondere Witheritstaub, ist wie alle wasser- oder säurelöslichen Bariumverbindungen giftig. Aufgrund der Freisetzung von Bariumionen in Säuren, und damit auch in Magensäure, besteht bei Witherit vor allem durch versehentliches Verschlucken die Gefahr von gesundheitlichen Schäden. In der Folge kann es zu Muskellähmungen sowie zu Schädigungen von Herz, Zentralnervensystem und Magen-Darm-Kanal kommen. Das Einatmen von Witheritstaub führt zu Reizungen der Atemwege. Eine Aufnahme in den Körper (Inkorporation bzw. Ingestion) sollte daher auf jeden Fall verhindert und die entsprechenden Sicherheitshinweise beim Umgang mit Witherit beachtet werden. Dazu gehört die Vermeidung des Einatmens von beim Schleifen, Sägen oder Schneiden von Witheritstufen entstehendem Staub und die Reinigung der Hände nach der Handhabung von Witherit-Proben. Aufgrund seiner Giftigkeit ist Bariumcarbonat als Rattengift verwendet worden.

## Verwendung
Witherit ist ein Barium-Rohstoff und wird in vielen Lagerstätten zusammen mit Baryt als Bariumerz abgebaut. Mengenmäßig tritt er aber gegenüber Baryt stark zurück.
Barium wird als hochreaktives Gettermaterial (Ba-Al-Legierung mit 55 % Barium und 45 % Aluminium in z. B. in Röntgen- und Senderöhren verwendet, wo es letzte Spuren der Luftgase Sauerstoff, Stickstoff, Kohlenstoffdioxid und Wasserdampf bindet. Durch Reaktion von Bariumcarbonat mit Schwefelsäure gefälltes Bariumsulfat wird „Blanc fixe“ genannt, ist inert, licht- und ulraviolettfest und dient in der Farben- und Kunststoffindustrie als Weißpigment und als preiswerter Extender des Titandioxids. Anwendung findet es bei der Herstellung hochwertiger Kunstdruck-, Zeichnungs- und Fotopapiere.
Bariumtitanat ist ferro- und piezoelektrisch, weist eine hohe Dielektrizitätskonstante auf und wird daher als Transducer für Ultraschallsender, als Dielektrikum in Kondensatoren und als Material für Elektrete verwendet.
Mit Bismut dotiertes Bariumtitanat ist ein Kaltleiter, der in kaltem Zustand ein guter elektrischer Leiter ist, erwärmt aber einen wesentlich höheren spezifischen Widerstand aufweist und deshalb als Strombegrenzer Verwendung findet. Bariumferrite stellen wichtige dauermagnetische Werkstoffe dar und werden u. a. in Lautsprechern und magnetischen Haftleisten verwendet.
Barium-Verbindungen wie Barium-Cuprate des Lanthans und des Yttriums gehörten zu den ersten Hochtemperatur-Supraleitern. Im Jahre 1988 wurde mit einem Supraleiter aus Thallium-Calcium-Barium-Cuprat eine bis dahin Rekord-Sprungtemperatur von 125 K (−148 °C) erreicht, die erst 1993 überboten wurde.
Aufgrund seiner gemmologischen Charakteristika (Farbe, Transparenz, Brechungsindizes, Härte und Größe der Kristalle) wird Witherit nur selten verschliffen. Facettierte Steine sind eher Liebhaberstücke, wobei selbst Steine unter 5 Karat eher durchscheinend als durchsichtig sind.
Einer der größeren geschliffenen Witherite ist ein 8,36 ct schwerer Stein mit den Ausmaßen 1,38 mm × 0,91 mm × 0,66 cm. Witherit wird bevorzugt in den Schliffformen „Achteck“, „Dreieck“ („Trilliant cut“) und „Quadrat“ („Cushion-Cut“) geschliffen. Bilder verschliffener Witherite sind bei RealGems.org und bei gemdat.org zu sehen. Darüber hinaus ist Witherit ein bei Mineralsammlern begehrtes Mineral.